# Депонування
Депонува́ння — процес організованого зберігання чого-небудь. Розрізняють депонування цінностей, і депонування документів, статей, наукових робіт. В фізіології - процес збереження різних речовин в організмі з їх подальшим використанням.

## Депонування цінностей
Передача компанією з управління активами несплачених грошових коштів власникам непред'явлених до викупу цінних паперів інститутів спільного інвестування до банку з метою проведення розрахунків з цими власниками.
Депонування грошових сум у депозиті нотаріуса з метою виконання зобов’язань та наступного їх безготівкового перерахування нотаріусом особі, на ім’я якої вони були внесені безготівковим шляхом, у зв’язку з настанням певної події, що обумовлена договором. (ч.1 п. 1.1. Глави 21 Порядку вчинення нотаріальних дій нотаріусами України)[джерело?]